# Giovanni Niccolò
Giovanni Niccolò (1560 à Nola - 26 mars 1626 à Macao) est un jésuite italien, missionnaire au Japon et peintre.

## Biographie
Il arrive à Macao le 7 août 1582 accompagné du père Matteo Ricci. En 1583, il est envoyé au Japon à la suite des missions portugaises qui ouvrent ce pays au monde occidental pendant ce qu'on appelle l'époque Nanban. En 1590, il fonde à Nagasaki le « Séminaire des peintres » qui reste en activité pendant trois décennies avant d'être banni de l'archipel, devenant la plus grande école de peinture occidentale en Asie. Au cours de sa carrière dans le séminaire, l'activité de  Niccolò est axée sur des sujets religieux tels que le Salvator mundi et la vierge Marie, destinés aux églises et aux convertis catholiques japonais.

## Source de la traduction
- (it) Cet article est partiellement ou en totalité issu de l’article de Wikipédia en italien intitulé « Giovanni Niccolò » (voir la liste des auteurs).